# Tongien
Le tongien,, parfois appelé tonguien ou tongan,  est une langue polynésienne, parlée aux Tonga, dans l’océan Pacifique. Avec l'anglais, le tongien est langue officielle de ce royaume.

## Histoire et classification

Le tongien est une langue polynésienne appartenant au sous-groupe tongique, comme l'illustre cette carte de la séparation du proto-polynésien en plusieurs langues (vers 900).

Le tongien fait partie de la grande famille des langues austronésiennes et plus précisément des langues polynésiennes qui sont parlées dans l'ensemble dit « triangle polynésien » dont les sommets sont Hawaï au nord, l’île de Pâques au sud-est et la Nouvelle-Zélande au sud-ouest.
Les îles Tonga sont peuplées vers 900 av. J.-C. par des populations Lapita parlant des langues océaniennes. Pendant de nombreuses années, les Tonga et les Samoa partagent une langue commune, le proto-polynésien. Vers 900, ce dernier commence à se séparer en deux groupes : la branche tongique d'une part, et les autres langues polynésiennes nucléaires,. Le tongien s'est donc séparé plus tôt du proto-polynésien que les autres langues polynésiennes. Par la suite, le proto-tongique se sépare lui-même en deux langues, le niuéen et le tongien.
Cependant, les Tonga exercent une influence - politique, culturelle et donc linguistique - sur les îles voisines durant les siècles suivants. Ainsi, le tongien a fortement influencé le wallisien, une langue issue du proto-polynésien nucléaire mais ayant emprunté largement au tongien à la suite des invasions tongiennes à Wallis, autour du XVe siècle. Il a également influencé l'anuta, une langue polynésienne parlée sur l'île d'Anuta aux îles Salomon.
La conquête tongienne de Niuatoputapu et Tafahi a provoqué la disparition de la langue locale (le niuatoputapu) au cours du XVIIIe ou du XIXe siècle ; de même, le niuafo'ou, parlé sur l'île du même nom, est en passe d'être totalement remplacé par le tongien.

### Écriture

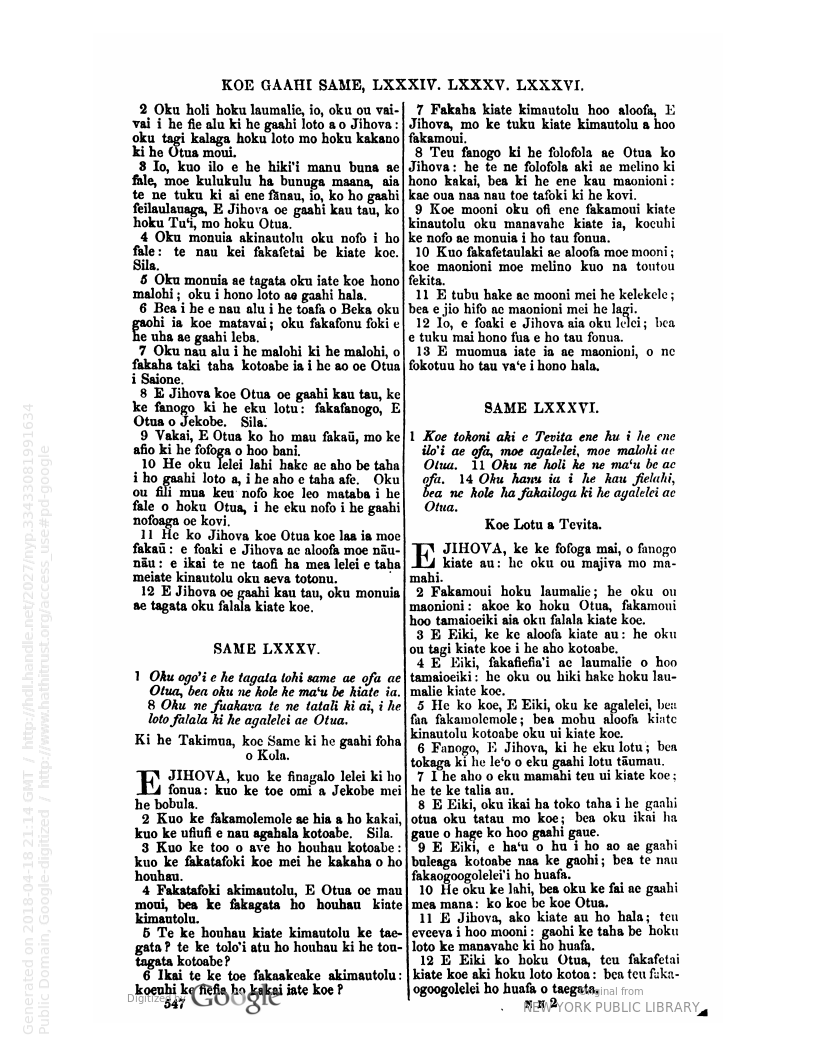
Extrait d'une bible en tongien publiée à Londres en 1867.

Au début du XIXe siècle, des naufragés (beachcombers) puis des missionnaires arrivent aux Tonga et enseignent à lire et à écrire l'anglais à différents chefs de l'archipel. En 1831, les missionnaires publient une traduction de la Bible en tongien : il s'agit du premier livre écrit dans cette langue. L'écriture a joué un rôle important dans la christianisation des populations tongiennes, à la fois pour les chefs locaux (pour qui elle permettait d'accroître leur pouvoir) et pour les roturiers (tua), qui l'ont utilisé pour défier la hiérarchie traditionnelle.

## Répartition géographique
Le tongien fait partie des langues polynésiennes, une des branches de l'arbre généalogique austronésien. C'est une des langues polynésiennes les plus parlées, avec 108 000 locuteurs. Cette langue est également pratiquée par une diaspora dans d’autres pays comme :
- États-Unis (Californie, Utah, Hawaï et Samoa américaines)
- Nouvelle-Zélande
- Australie
- Canada
- Fidji
- Vanuatu
- Niue

### Nombre de locuteurs
Si le tongien est parlé largement aux Tonga, il est aussi utilisé par des communautés émigrées relativement importantes.
En 2013, la Nouvelle-Zélande a recensé 31 839 locuteurs. Au recensement de 2011, 25 096 personnes se déclaraient d'origine tongienne en Australie. En 2010, ils étaient 57 183 à se déclarer d'origine tongienne aux États-Unis d'Amérique[réf. souhaitée].
Aux Tonga, c'est la langue maternelle de plus de 98 % de la population (soit plus de 101 000 personnes en 2011), les autres langues maternelles étant le niuafoʻou et l'anglais.

## Usage de la langue
Le tongien est une langue plus parlée qu’écrite. La culture tongienne étant de tradition orale, il n’existe que très peu de livres écrits en cette langue. Il n’y a pas assez de personnes lisant le tongien pour justifier d’autres publications. Cependant, il existe quelques magazines en tongien et un seul hebdomadaire en tongien.
Étant donné que 98 % de la population des Tonga parle le tongien et que la Constitution ne contient pas d’articles d’ordre linguistique, on pourrait supposer que tout ce qui touche à l’éducation, administration, etc., soit en tongien pourtant ce n’est pas le cas. Au Parlement, bien que les deux langues soient utilisées (anglais et tongien), les textes ne sont qu’en anglais. Tous les documents officiels de l'administration sont en anglais alors que le tongien est utilisé oralement. Selon les îles, les cours ne sont dispensés qu’en anglais alors que dans certaines écoles l’enseignement est dispensé essentiellement en tongien. Enfin, la vie économique se déroule en anglais, que ce soit oralement ou par écrit (même pour la publicité).
Pour Jacques Leclerc, « l’anglais accapare toutes les fonctions sociales prestigieuses aux dépens de la langue nationale », qui se voit reléguée à la sphère orale. Le linguiste Yoko Otsuka estime en 2006 que le tongien peut devenir une langue en danger si rien n'est fait pour lui donner plus d'importance et le soutenir face au poids grandissant de l'anglais.

## Esquisse linguistique

### Caractéristiques générales
Cette langue s'écrit avec un alphabet latin, qui ne contient que 16 lettres : a, e, f, h, i, k, l, m, n, ng, o, p, s, t, u et v. Elle possède en outre un signe qui ressemble à l’apostrophe et qui marque le coup de glotte : l’apostrophe culbutée ‹ ʻ ›.
L’accent aigu est utilisé pour indiquer la syllabe portant l’accent tonique de « définitude ». Dans certains ouvrages des années 1990 ou du début des années 2000, celui-ci est placé à droite de la lettre.
Cette langue est une langue isolante, c'est-à-dire à mots invariables. Une particularité importante du tongien est que tous les mots (à l’exception des noms propres et des démonstratifs) sont combinables aussi bien avec des déterminants nominaux qu’avec des marques verbales. Il est donc difficile de différencier le verbe du nom puisqu'il n’y a pas de distinction ni au niveau de la conjugaison ni au niveau de la grammaire. Cependant cette distinction existe sur le plan syntaxique.

### Syntaxe
Les phrases tongiennes sont construites selon le modèle : verbe + sujet + objet (VSO). Il s'agit d'une langue ergative.

### Lexique
Le lexique présente de grandes similitudes avec le wallisien (72 %), le futunien (67 %), le tuvaluan (61%), le niuéen (64 %) et le samoan (61 %).  

## Emprunt français au tongien
Le mot français « tabou » est un emprunt au tongien tapu, via l'anglais taboo. Le terme tongien entra dans la langue anglaise lorsqu'il fut emprunté par le capitaine James Cook, lors d'un séjour aux Tonga en 1777.